# دور عدية (يافع)

تعديل مصدري - تعديل

دور عدية هي إحدى قرى عزلة لبعوس بمديرية يافع التابعة لمحافظة لحج، بلغ تعداد سكانها 132 نسمة حسب تعداد اليمن لعام 2004.